# Ketema Nigusse
Ketema Nigusse (29 januari 1981) is een Ethiopische langeafstandsloper, die is gespecialiseerd in het lopen van wegwedstrijden. Hij won de Great Ethiopian Run (2005). Ook vertegenwoordigde hij zijn land diverse malen bij internationale veldloopkampioenschappen.
In 2008 maakte Nigusse zijn marathondebuut in de Amerikaanse stad Nashville. Met een tijd van 2:16.15 eindigde hij op een vierde plaats. Later dat jaar verbeterde hij deze tijd met ongeveer een minuut bij de marathon van Berlijn. Zijn persoonlijk record van 2:14.26 behaalde hij in 2009 bij de marathon van Tempe.

## Persoonlijke records
| Onderdeel      | Prestatie | Datum            | Plaats           |
| -------------- | --------- | ---------------- | ---------------- |
| 10.000 m       | 28.55,6   | 6 mei 2003       | Addis Abeba      |
| 10 km          | 28.25     | 27 november 2005 | Addis Abeba      |
| 15 km          | 45.08     | 12 juli 2009     | Utica            |
| 10 Eng. mijl   | 47.50     | 1 april 2012     | Washington, D.C. |
| halve marathon | 1:03.04   | 23 april 2006    | Ivry-sur-Seine   |
| marathon       | 2:13.04   | 14 april 2013    | Pyongyang        |

## Palmares

### 5 km
- 2009:  Chris Thater Memorial in Binghamton - 14.17
- 2011:  Race Against Racism in Lancaster - 15.06
- 2013:  Red Hook Criterium in Brooklyn - 14.17,0

### 10 km
- 2005:  Great Ethiopian Run - 28.24,2
- 2006: 4e Giro Media Blenio in Dongio - 28.47,5
- 2009:  Orange Classic in Middletown - 29.10
- 2009:  Shelter Island - 29.23
- 2010:  Scotland Run in New York - 29.35
- 2010:  Newport in Jersey City - 29.41
- 2010: 4e Orange Classic in Middletown - 29.19
- 2010: 4e Shelter Island - 29.49
- 2010: 4e Joe Kleinerman in New York - 31.33
- 2011:  Scotland Run in New York - 29.40
- 2011: 5e Orange Classic in Middletown - 29.25
- 2011:  Shelter Island - 29.46
- 2011:  Rock 'n' Roll New York in Brooklyn - 29.01
- 2012: 5e Kaiser Permanente Pike's Peek in Rockville - 28.49
- 2012:  Orange Classic in Middletown - 29.33
- 2012: 5e Shelter Island - 31.00

### 15 km
- 2005: 5e São Silvestre - 45.36
- 2009: 6e Utica Boilermaker - 45.08

### 10 Eng. mijl
- 2010:  Blue Cross Broad Street Run - 48.34
- 2011:  Blue Cross Broad Street Run - 46.29

### 20 km
- 2010:  Ogden Newspapers Classic in Wheeling - 1:03.50,4

### halve marathon
- 2009:  halve marathon van Fairfield - 1:04.12
- 2009:  halve marathon van Parkersburg - 1:05.38
- 2009:  Norwegian Festival Grete's Great Gallop in New York - 1:06.52
- 2010:  halve marathon van Fairfield - 1:05.57
- 2011:  halve marathon van Pittsburgh - 1:03.57
- 2011:  halve marathon van Fairfield - 1:04.55
- 2012:  halve marathon van Pittsburgh - 1:05.07
- 2012:  halve marathon van Fairfield - 1:05.38
- 2013:  halve marathon van Brooklyn - 1:06.15

### marathon
- 2008: 4e marathon van Nashville - 2:16.15
- 2008: 13e marathon van Berlijn - 2:15.45
- 2009: 4e marathon van Tempe - 2:14.26
- 2009: 5e marathon van São Paulo - 2:22.38
- 2010:  marathon van Moline - 2:19.45

### veldlopen
- 2003: 17e WK in Lausanne - 11.39
- 2003: 13e WK in Avenches - 37.18
- 2004: 36e WK in Brussel - 38.14
- 2006: 26e WK in Fukuoka - 36.58
- 2007: 17e WK in Mombasa - 37.57